# Teleférico de Namsan

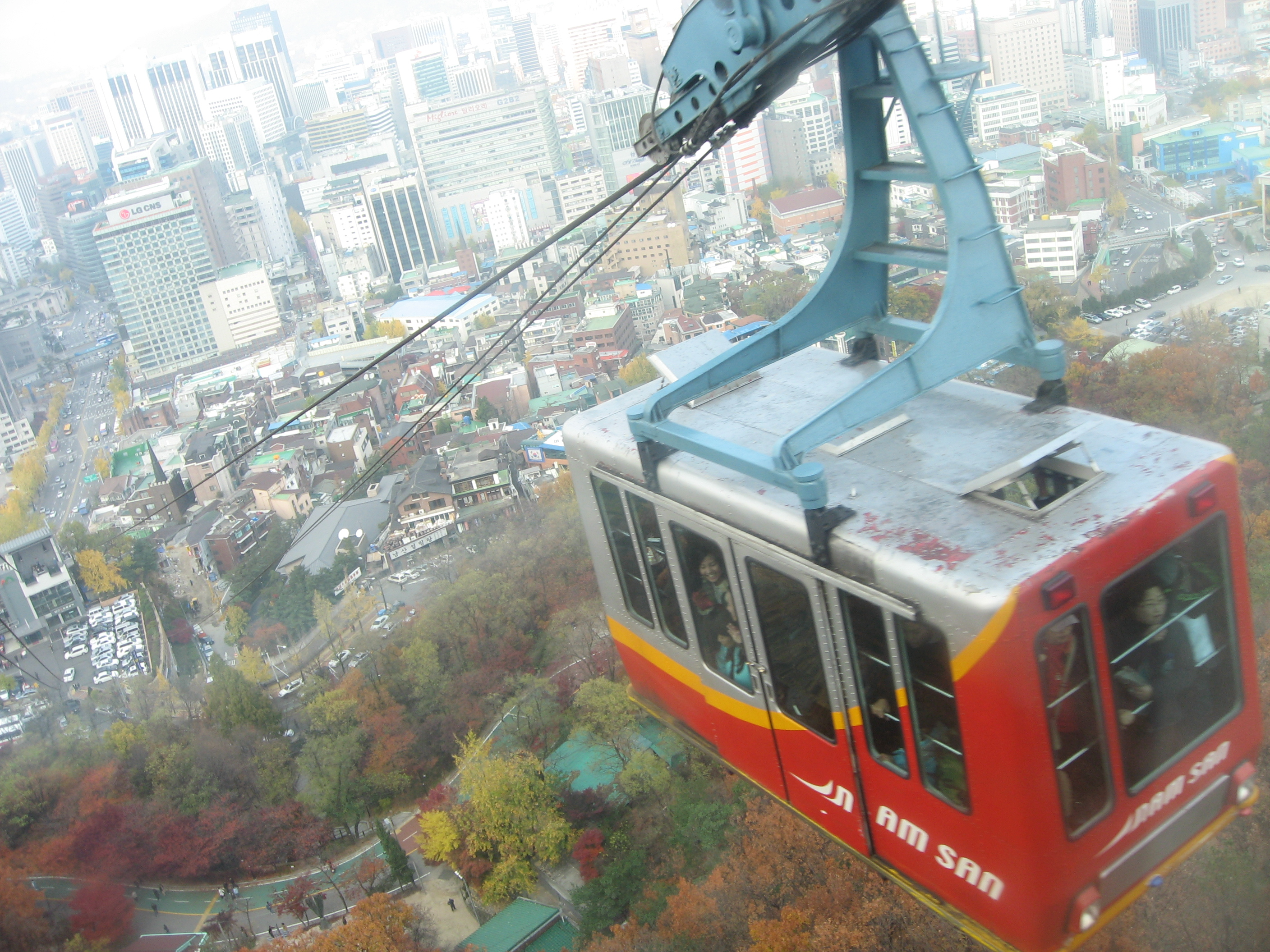
Vista desde el teleférico.

Namsan cable car es un teleférico en Seúl, Corea del Sur, construido en 1962, siendo el primer servicio comercial teleférico de pasajeros en Corea. Se extiende desde el andén en Hoehyeon-dong (cerca de Myeong-dong) hasta la plataforma en Yejang-dong próxima a la cima del monte Namsan y la N Seoul Tower. 
La longitud es de 605 metros, con un desnivel de 138 metros y un gradiente de 13°. Se desplaza a una velocidad de 3,2 m/s, tardando unos tres minutos en completar su trayecto.